# 파군재 나들목
파군재 나들목(Pagunjae IC)은 대구광역시 동구 지묘동에 설치된 대구외곽순환고속도로의 8번 나들목이다.

## 역사
- 1999년 4월 20일 : 대구 4차순환선의 교차로 시설로 대구 도시계획시설 교통광장에 동구 봉무동 일원을 파군재 나들목으로 고시[1]
- 2014년 6월 3일 : 2020년까지 나들목 신설을 위해  대구광역시 도시계획시설 교통광장 위치를 동구 지묘동으로 변경 및 면적 변경[2]
- 2022년 3월 31일 : 대구외곽순환고속도로 개통과 함께 통행 개시[3]

## 구조물 정보
트럼펫형 입체 나들목이다.
- 위치: 대구광역시 동구 지묘동
- 영업소: 대구광역시 동구 대구외곽순환고속도로 30

## 접속하는 도로
- 동화천로
- 이시아강변로